# Оптиган

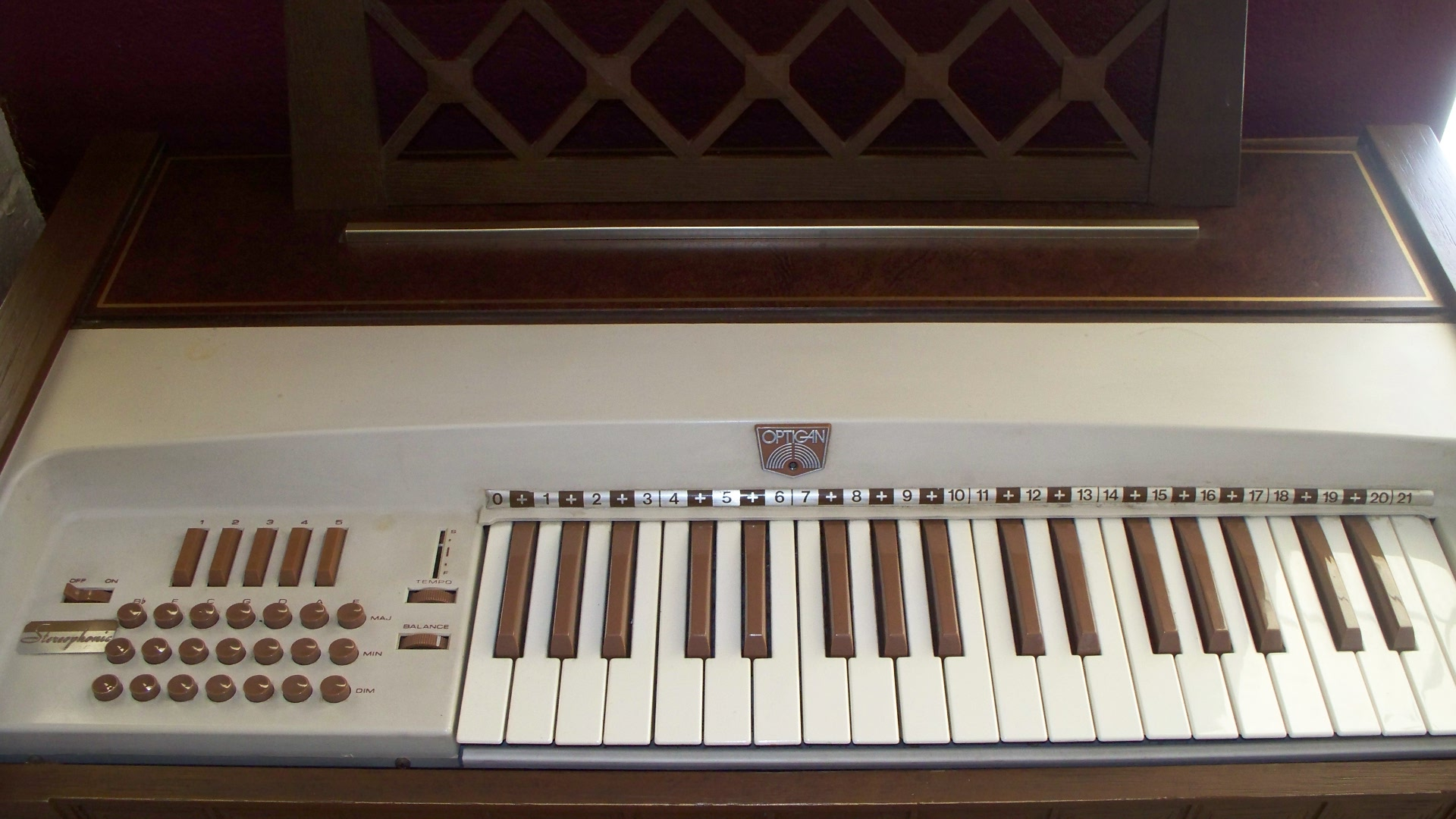
Модель 35002 Optigan. Цифри на смузі над основною клавіатурою відповідали умовним номерам нот і призначались для осіб, не знайомих з нотною грамотою

Оптиган — електронний музичний інструмент, що випускався у 1971-76 роках, спочатку американською фірмою Mattel. Продавався за ціною близько 150 доларів, завдяки чому був популярним у домашньому вжитку. Назва інструменту походить від поєднання слів «оптика», що вказує на оптоелектронне облаштування, і «орган» — музичний інструмент.
За принципом дії нагадував сучасні семплери — зразки звуків інструментів записувалися на 42-дюймові оптичні диски, звідки зчитувались при подачі відповідної команди інструменту. Тоді як електрооргани використовували для генерації звуку транзистори або лампи, оптиган записував звуки у вигляді графічного зображення звукової хвилі на концентричних доріжках оптичного диску. Зчитування сигналу здійснювалося аналогічно звукової доріжки кіно — світловий сигнал проходив через напівпрозору доріжку, потрапляв на фотоелемент на протилежній стороні інструменту, генеруючи електричний струм змінної напруги, який перетворювався на звуковий сигнал гучномовцем.
Оптичний диск мав 57 кілець-звукових доріжок, з них на 20 доріжок записувалися типові ритми, акордові послідовності та звукові ефекти, решта 37 резервувалися для окремих звуків для кожної ноти клавіатури. Таким чином інструмент дозволяв грати мелодії з автоакомпанементом, щоправда вибір тональностей був обмеженим. Фірма пропонувала широкий асортимент дисків з семплами різних інструментів і різних акомпанементів, які могли бути легко інстальованими. Подібні диски мали відповідні назви, наприклад «Великий орган і барабани», «Поп-фортепіано і гітара», «Латинська лихоманка» або «Гітара на 3/4».
Оптиган вважається попередником сучасних інструментів, що оперують банками звуків. Іншим подібним попередником вважається мелотрон, проте перевагою оптигану була необмежена тривалість звуків, оскільки диск всі звукові доріжки являли собою кільце. На відміну від сучасних семплерів, оптиган не містив можливостей встановлювати параметри атаки чи затухання звуку, і оснащувався лише оптичним метрономом.